# Opération Ten-Gō
Vous lisez un « article de qualité » labellisé en 2007.
Campagnes du Pacifique, durant la Seconde Guerre mondiale
Batailles
Campagne des archipels Ogasawara et Ryūkyū
- Bataille d'Iwo Jima
- Bataille d'Okinawa
- Opération Kikusui (en)
- Opération Ten-Gō

L’opération Ten-Gō (天号作戦, ten-gō sakusen), parfois appelée Ten'ichigō (opération Paradis), est la dernière grande opération navale japonaise durant la guerre du Pacifique pendant la Seconde Guerre mondiale.
Au mois d'avril 1945, le cuirassé japonais Yamato, le plus gros cuirassé au monde, accompagné d'une escorte de neuf autres vaisseaux de guerre, quitta le Japon pour une mission suicide contre les forces alliées envahissant Okinawa. La flotte japonaise fut interceptée par l'aviation américaine et presque totalement détruite avant d'atteindre Okinawa. Le Yamato et cinq autres navires japonais furent coulés.
Cette bataille mit en évidence la supériorité aérienne américaine sur le théâtre du Pacifique à ce stade de la guerre, ainsi que la vulnérabilité aux attaques aériennes des forces navales sans couverture aérienne. Elle montra également l'esprit de sacrifice absolu à grande échelle qui caractérisa la politique militaire japonaise à partir du moment où la progression américaine menaça le territoire nippon.

## Contexte
Au début de l'année 1945, après la campagne des îles Salomon, la bataille de la mer des Philippines, et la bataille du golfe de Leyte, la puissante flotte combinée japonaise est réduite à une poignée de navires de guerre, et à quelques avions et leurs équipages. La plupart des navires restants sont stationnés à Kure, dans la préfecture de Hiroshima.
Avec les invasions de Saipan et d'Iwo Jima, les forces alliées (majoritairement américaines) entament la campagne sur le sol japonais. La dernière étape avant cette attaque planifiée est l'invasion d'Okinawa, qui débute le 1er avril 1945. La stratégie japonaise, présentée à l'empereur Hirohito en mars, repose sur les champs de mines et les positions retranchées que le général commandant la défense terrestre de l'île, Mitsuru Ushijima, a fait installer, ainsi que sur des raids aériens intensifs et l'emploi de kamikazes. L'Empereur se serait étonné de l'absence d'initiative de la marine impériale. Devant la pression exercée par l'Empereur, les amiraux sont contraints de mettre au point à la dernière minute une mission-suicide pour leurs navires restants, Yamato compris.
Le plan, établi sous la direction de l'amiral Soemu Toyoda, commandant en chef de la flotte, prévoit que le Yamato et son escorte attaquent la flotte de soutien à l'invasion terrestre américaine à l'ouest de l'île. La flotte japonaise doit, après s'être frayé un passage entre les navires ennemis jusqu'à l'île, s'échouer entre Higashi et Yomitan, où elle doit servir de batterie côtière jusqu'à sa destruction. Les membres d'équipage ayant survécu ont ensuite pour mission de se joindre à l'armée impériale pour combattre le corps expéditionnaire américain sur l'île. Très peu, voire aucune couverture aérienne n'est prévue pour cette opération, rendant très vulnérables les navires japonais à des raids aériens massifs. Le 29 mars, les navires prenant part à l'opération quittent Kure pour Tokuyama. L'amiral Seiichi Itō, commandant de la flotte Ten-Gō, opposé à ce plan qu'il considère comme un gâchis inutile, prépare néanmoins la flotte pour l'opération.
D'autres commandants japonais estiment qu'elle constitue un gaspillage de vies et de carburant. Le capitaine de vaisseau Atsushi Ōi, commandant la flotte d'escorte, est opposé à cette opération qui l'ampute de carburant et de ressources. Quand on lui dit que le but de cette opération est de rester fidèle « aux traditions et à la gloire de la Marine », il s'écrie :

« Cette guerre est la guerre de toute une nation ! Pourquoi l'honneur de nos « bâtiments de surface » devrait être mis en avant ? Qui se préoccupe de leur gloire ? Bakayarô! (Quels idiots !) »

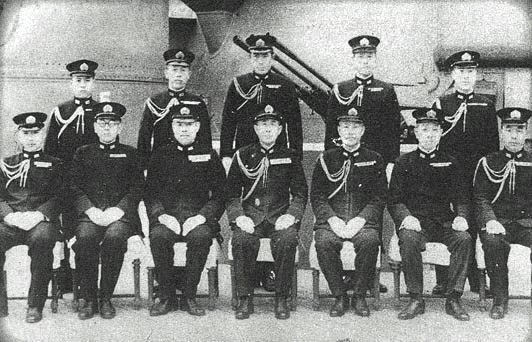
Les officiers du Yamato, le 5 avril 1945, deux jours avant la sortie Ten-Gō.

Le 5 avril, le vice-amiral Ryūnosuke Kusaka prend l'avion depuis Tokyo pour Tokuyama afin de convaincre les commandants de la flotte d'accepter le plan. Lorsqu'ils découvrent ce plan jusque-là gardé secret, les commandants des navires de la Flotte se rallient unanimement à l'avis de l'amiral Itō et le rejettent pour les mêmes raisons. L'amiral Kusaka présente cette attaque comme une diversion en attirant les unités aériennes américaines contre la flotte, afin d'assurer le succès des raids aériens prévus contre les navires américains. Il explique aussi que le haut-commandement japonais et l'Empereur attendent de la marine qu'elle fasse tout son possible pour aider à la défense d'Okinawa. Les commandants finissent par céder et acceptent le plan proposé. Les équipages sont informés de la nature de leur mission et se voient offrir la possibilité de ne pas prendre part à l'opération s'ils le souhaitent — tous acceptent de participer. En revanche, les malades, les marins nouvellement affectés et les blessés reçoivent l'ordre de débarquer. Les équipages se livrent à d'intenses entraînements de dernière minute en vue de leur mission, insistant particulièrement sur la gestion des situations de crise (gestion des avaries, isolement des compartiments envahis et colmatage rapide des voies d'eau). À minuit, les navires sont ravitaillés. Il semblerait que le personnel du port de Tokuyama ait secrètement désobéi aux ordres de ne fournir au Yamato et à son escorte que le carburant nécessaire au trajet aller pour rejoindre Okinawa, en leur donnant tout le carburant restant dans les citernes. Ce carburant supplémentaire, cependant, ne leur aurait a priori pas suffi pour effectuer le voyage retour.

## La bataille

### Le déploiement

Trajectoires des forces japonaises (rouge) et de la Task Force 58 américaine (bleu).

Le 6 avril à 16 heures, le Yamato, navire-amiral, le croiseur léger Yahagi, et huit destroyers — Fuyutsuki, Suzutsuki, Hamakaze, Asashimo, Kasumi, Hatsushimo, Isokaze et Yukikaze — prennent la mer pour accomplir leur mission. Deux sous-marins, les USS Threadfin et USS Hackleback, repèrent le groupe alors qu'il se dirige plein sud dans le détroit de Bungo, mais ne parviennent pas à l'attaquer. Dès lors, la flotte américaine est avertie de la manœuvre japonaise.
À l'aube du 7 avril, le groupe japonais dépasse la péninsule d'Osumi, faisant cap au sud de Kyūshū vers Okinawa. Il adopte une formation défensive : le Yahagi devant le Yamato, et les huit destroyers déployés en un large cercle autour d'eux, laissant 1 500 mètres d'écart entre eux. Le dispositif se déplace à une vitesse de 20 nœuds. L'un des destroyers, l’Asashimo, connaît des problèmes moteurs et doit faire demi-tour. Des vols de reconnaissance américains commencent à patrouiller au-dessus du groupe. À 10 heures, les navires japonais mettent cap à l'ouest afin de simuler une retraite, mais ils reprennent leur route vers Okinawa une heure et demie plus tard.

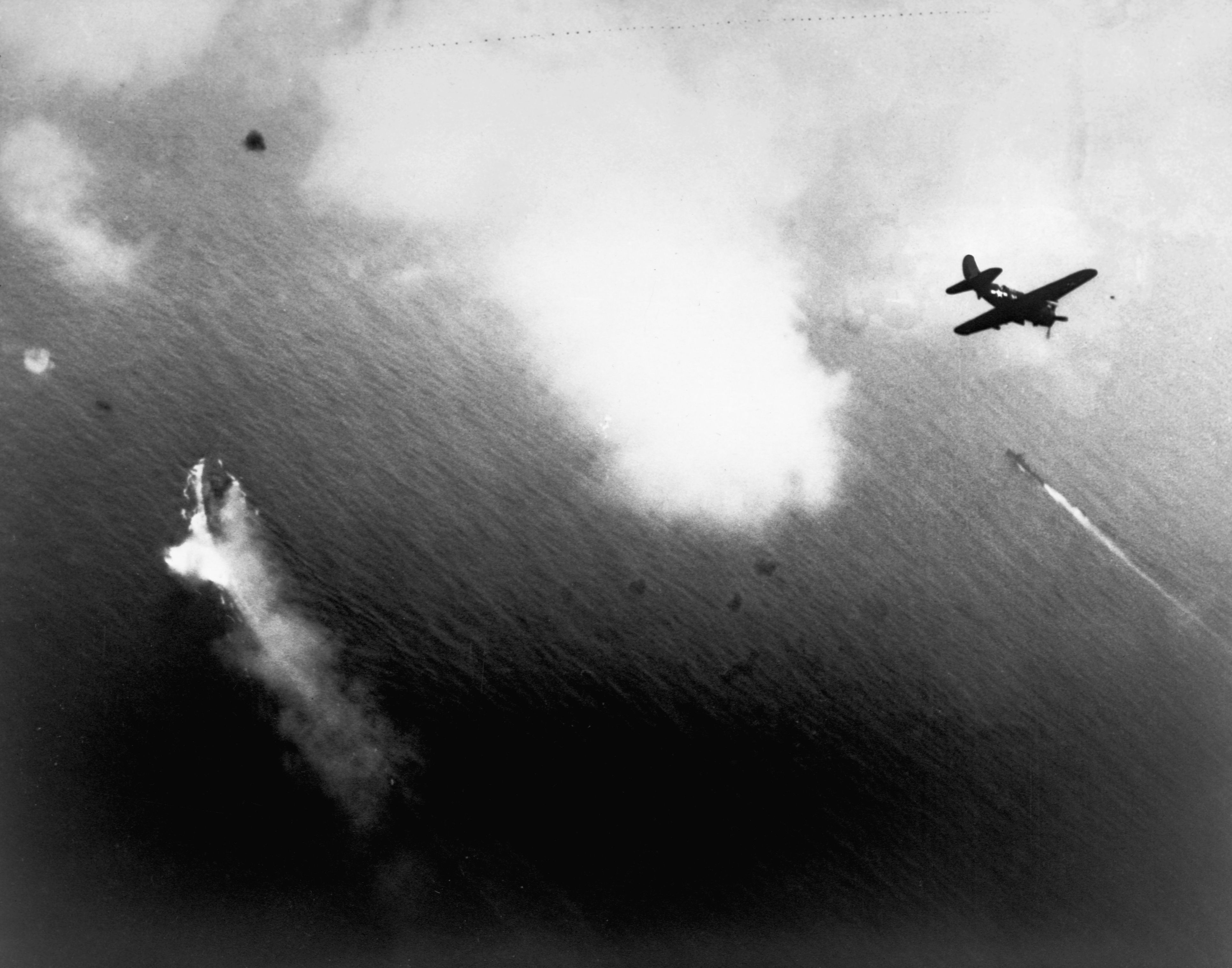
Les avions américains, comme ce Curtiss Helldiver, commencent leurs attaques sur le Yamato (à gauche). Un destroyer japonais peut être aperçu à droite de l'image.

À partir de 10 heures, huit des onze porte-avions des 1er et 3e groupes de la Task Force 58 du vice-amiral Marc Mitscher situés à l'est d'Okinawa (USS Hornet, Bennington, Belleau Wood, San Jacinto, Essex, Bunker Hill, Hancock, et Bataan, les trois porte-avions du 4e groupe du contre-amiral Radford Enterprise, Intrepid et Yorktown assurant la couverture aérienne d'Okinawa) catapultent en plusieurs vagues 386 avions : des chasseurs F6F Hellcat, des bombardiers en piqué Curtiss Helldiver et des bombardiers-torpilleurs TBF Avenger. Un groupe composé de six cuirassés (Massachusetts, Indiana, New Jersey, South Dakota, Wisconsin et Missouri), de croiseurs (dont l’Alaska et le Guam) et de destroyers se tient prêt à intercepter la flotte japonaise en cas d'échec de l'attaque aérienne.
Les navires japonais ne disposant d'aucune couverture aérienne, les avions américains peuvent préparer leur attaque sans se soucier de la chasse japonaise : les escadrilles, en rejoignant le Yamato après deux heures de vol depuis Okinawa, ont la possibilité de tourner autour de la formation japonaise en restant hors de portée des canons antiaériens et peuvent ainsi organiser méthodiquement leur assaut.

### L’attaque
La première vague d'avions attaque les navires japonais à midi trente. En réponse, la formation porte sa vitesse à 25 nœuds, tente des manœuvres évasives, tout en faisant feu de son armement anti-aérien, notamment les 150 canons anti-aériens du Yamato. Les bombardiers-torpilleurs coordonnent leurs attaques, frappant presque tous à bâbord du Yamato afin de provoquer le chavirage du vaisseau amiral.

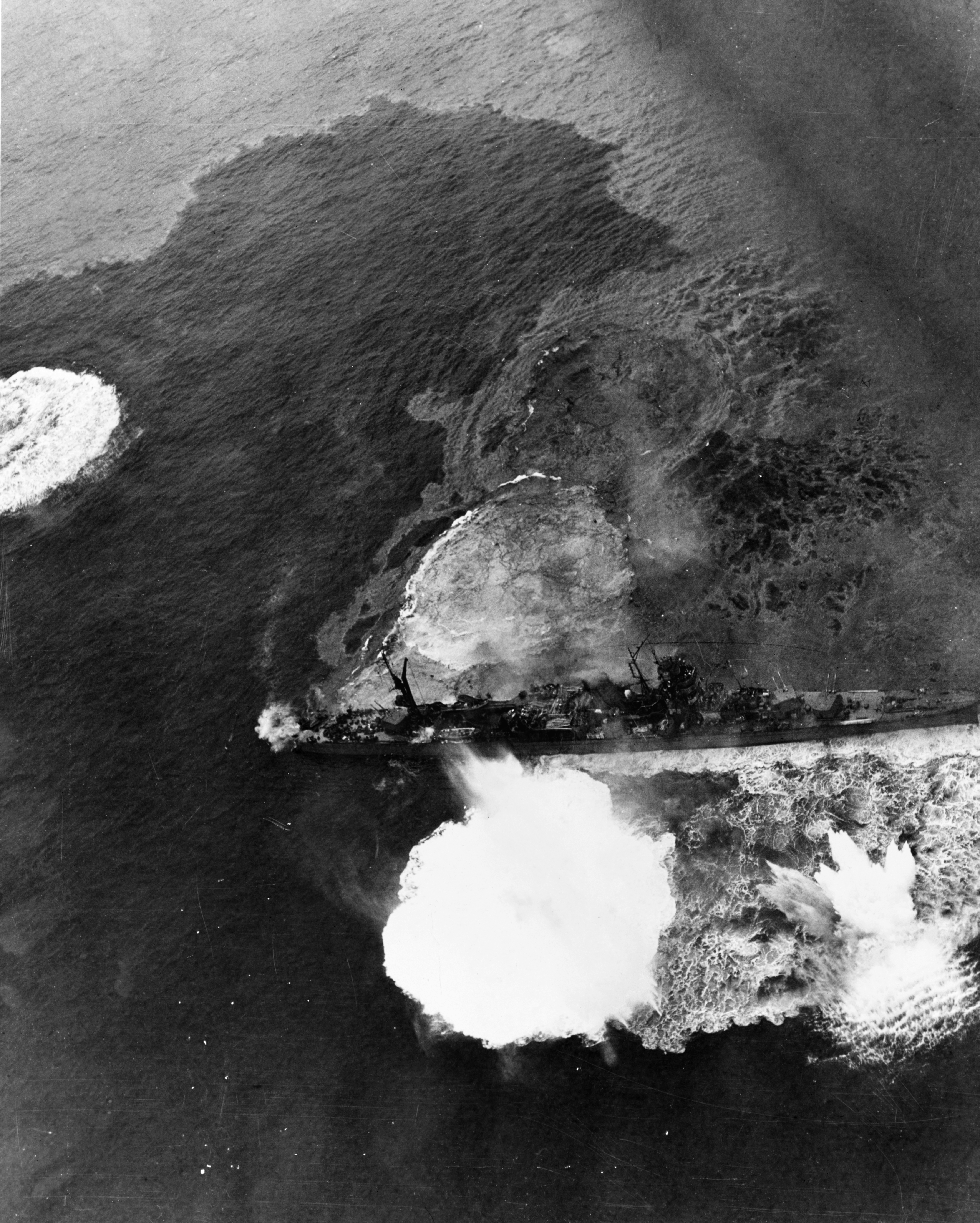
Le croiseur léger Yahagi subissant d'intenses bombardements et torpillages.

À 12 h 46, une torpille frappe le Yahagi au niveau de la salle des machines, tuant l'ensemble des mécaniciens, et l'arrête dans sa course. Immobile, le croiseur léger est ensuite touché par au moins six autres torpilles et douze bombes lâchées par les passes aériennes suivantes. Le destroyer Isokaze tente de venir à son secours mais, pris à partie et sévèrement touché, il coule quelques minutes plus tard. Le Yahagi chavire et sombre à 14 h 5. Les naufragés survivants peuvent voir s'éloigner le Yamato qui, apparemment, fait toujours route au sud à vitesse maximale en faisant feu de tous ses moyens anti-aériens. En réalité, le cuirassé ne tardera pas à sombrer à son tour.
Au cours de la première vague d'attaques, et bien que ses manœuvres lui évitent de nombreuses bombes et torpilles qui lui étaient destinées, le Yamato est touché par une torpille et deux bombes antiblindages. Sa vitesse n'en est pas affectée, mais l'une des bombes déclenche un incendie qui ne peut être maîtrisé par la suite, à l'arrière de la superstructure. Dans le même temps, les destroyers Hamakaze et Suzutsuki sont mis hors de combat, le premier coulant peu après cet engagement.

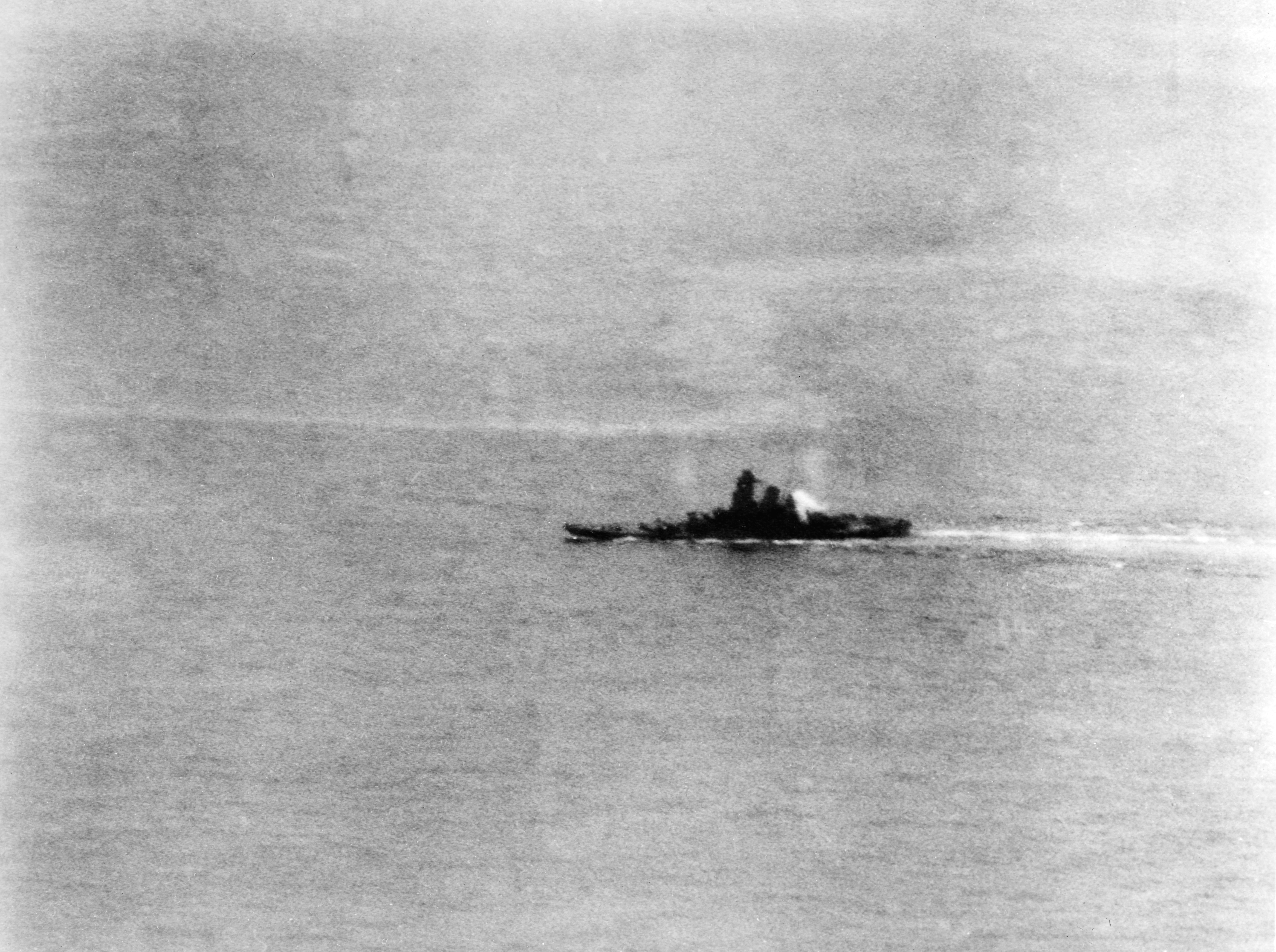
Le Yamato en feu, gîtant fort sur bâbord.

Entre 13 h 20 et 14 h 15, les deuxième et troisième vagues aériennes attaquent, concentrant leurs feux sur le Yamato : le cuirassé est touché par au moins huit torpilles et jusqu'à quinze bombes. Ces dernières endommagent fortement sa partie émergée et provoquent une panne des conduites de tir automatisées des canons anti-aériens ; ceux-ci doivent donc désormais être manipulés individuellement, avec une visée et un tir manuel, ce qui réduit fortement leur efficacité. Les impacts des torpilles, presque tous sur bâbord, font maintenant gîter dangereusement le Yamato de ce côté, si bien que le navire menace de chavirer. Le poste de coordination des mesures d'urgence détruit, il est impossible de réparer efficacement les brèches dans la coque. À 13 h 33, dans une tentative désespérée d'éviter le chavirage, le Yamato inonde les chaudières et la salle machine tribord. Cette manœuvre réduit le danger, mais noie plusieurs centaines d'hommes d'équipage en poste dans ces compartiments, qui n'ont même pas été prévenus de la mesure prise. Le sacrifice de ces marins donne trente minutes de répit au Yamato. La perte volontaire des moteurs tribord, ajoutée au poids de l'eau ayant inondé le navire, ralentit le cuirassé à la vitesse de 10 nœuds.

### La fin du géant
Le Yamato avançant plus lentement, il constitue une cible plus facile pour les bombardiers-torpilleurs. Ceux-ci s'attaquent au gouvernail et à sa poupe afin de réduire sa manœuvrabilité. À 14 h 2, après avoir été informé que le cuirassé n'est plus en mesure de se diriger et va couler, l'amiral Itō annule l'opération, ordonne à son équipage d'abandonner le bâtiment et aux navires encore à flot de lui porter secours. Ses moyens radio détruits, le Yamato communique ses ordres par signaux.

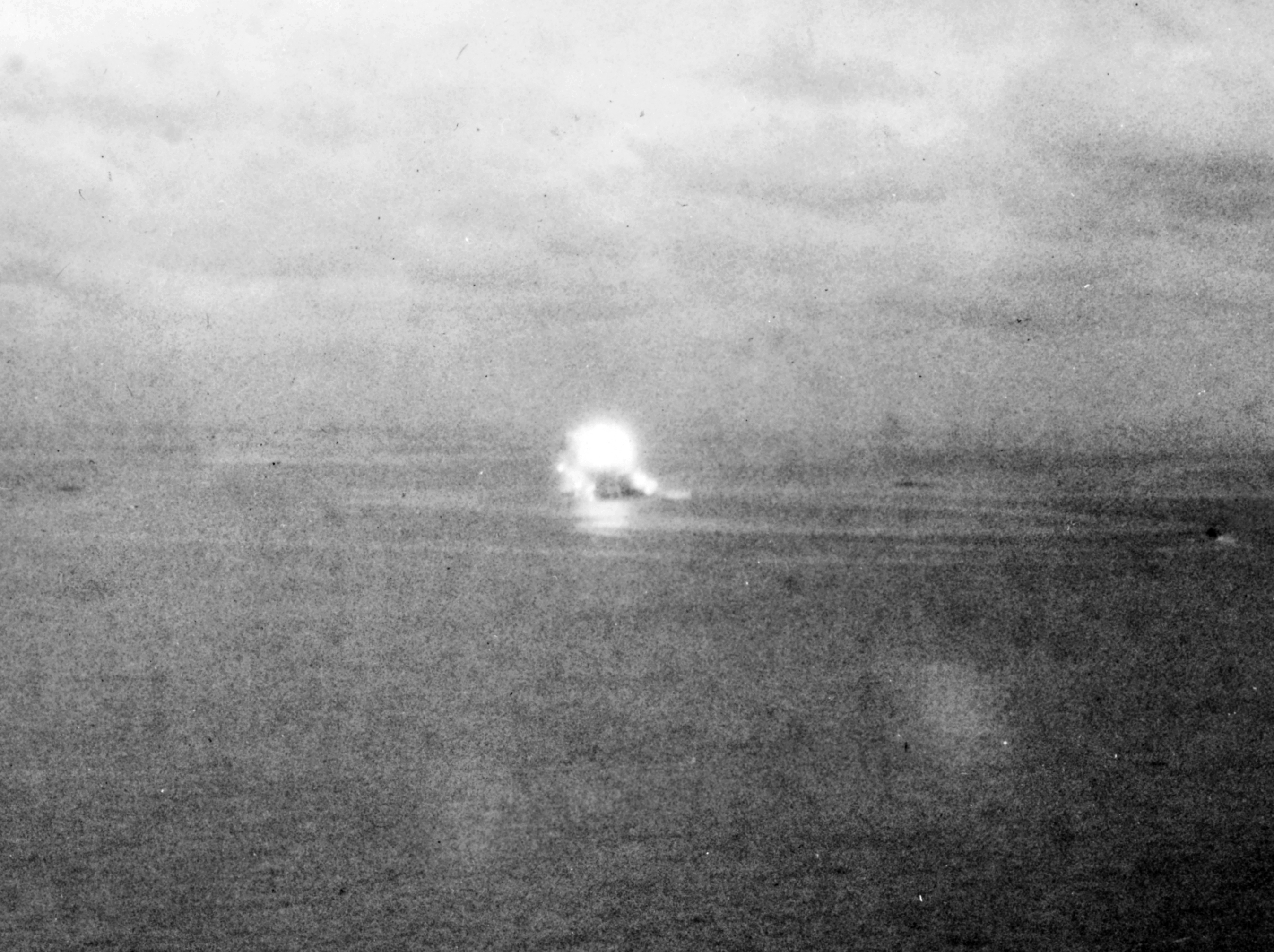
Le Yamato explose, laissant derrière lui une énorme boule de feu.

À 14 h 5, le Yamato, désormais à l'arrêt, commence à chavirer. L'amiral Itō et le commandant du cuirassé décident de ne pas abandonner le navire. À 14 h 20, le Yamato est complètement retourné, et commence à sombrer (30° 22′ N, 128° 04′ E). Trois minutes plus tard, le navire explose subitement et si violemment que la boule de feu est aperçue 200 kilomètres plus loin, à Kagoshima. Témoin de la présumée explosion des magasins de munitions, un nuage en forme de champignon s'élève à près de 6 000 mètres au-dessus de l'épave.
Le destroyer Asashimo est bombardé alors qu'il tente de fuir et sombre. Le destroyer Kasumi est lui aussi coulé par l'aviation américaine durant la bataille. Le Suzutsuki, malgré sa proue détruite, réussit à rejoindre Sasebo, en naviguant poupe en avant durant tout le trajet.
Les trois destroyers restants, moins endommagés, (Fuyuzuki, Yukikaze et Hatsushimo) parviennent à sauver 280 marins du Yamato (sur un équipage de 2 700), 555 du Yahagi (sur 1 000), et un peu plus de 800 des navires Isokaze, Hamakaze, et Kasumi, et les ramènent à Sasebo. Les pertes humaines sont lourdes pour les Japonais : 3700 marins trouvent la mort au cours de la bataille,.

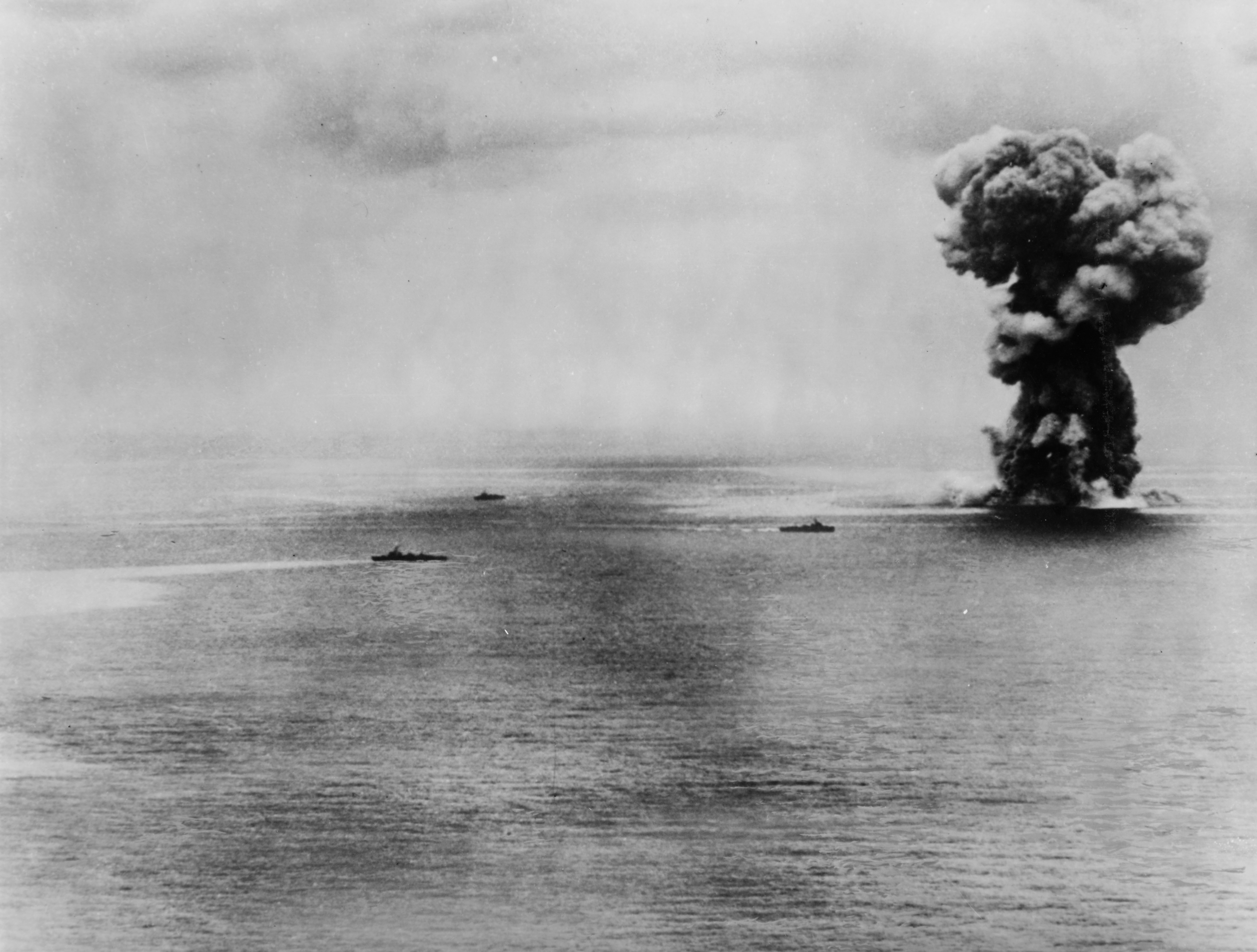
Photo du Yamato, quelques instants après l'explosion.

Dix avions américains ont été abattus par le dispositif anti-aérien ; plusieurs pilotes sont sauvés par hydravion ou sous-marin. Finalement, les Alliés ont perdu douze hommes. Certains survivants japonais racontèrent que les chasseurs américains ont mitraillé les naufragés japonais dans l'eau,. D'autres rescapés rapportent, eux, que l'aviation américaine a interrompu ses attaques sur les destroyers au moment où ceux-ci étaient occupés à sauver des survivants.
Pendant l'opération, l'aviation japonaise, comme prévu, mène un raid sur la flotte américaine à Okinawa, mais sans réussir à couler un seul navire. Environ 115 avions, principalement des kamikazes, attaquent les navires durant la journée du 7 avril. Les kamikazes touchent le porte-avions Hancock, le cuirassé Maryland, et le destroyer Bennett, infligeant des dommages modérés aux deux premiers, mais endommageant sérieusement le Bennett. Environ 100 avions japonais sont détruits durant le raid.

## Conséquences
Ten-Gō est la dernière opération navale majeure de la guerre, et les quelques navires qui en réchappent seront par la suite peu impliqués dans les combats. Le Suzutsuki ne sera jamais réparé. Le Fuyuzuki est remis en état, mais saute sur une mine marine près de Moji, le 20 août, et n'est pas non plus réparé par la suite. Le Yukikaze finit la guerre pratiquement intact. Le Hatsushimo touche lui aussi une mine près de Maizuru le 30 juillet et est le 129e et dernier destroyer japonais à couler durant la Seconde Guerre mondiale.
Okinawa est officiellement déclarée sécurisée le 21 juin après des combats intenses et coûteux. Le Japon capitule le 2 septembre après les deux bombardements atomiques de Hiroshima et Nagasaki et la déclaration de guerre de l'URSS. La volonté japonaise de sacrifier un grand nombre de soldats, démontrée par l'opération Ten-Gō et durant la bataille d'Okinawa, aurait eu une part dans la décision américaine de recourir à l'arme atomique contre le Japon.
L'histoire de l'opération Ten-Gō est à un certain point vénérée dans le Japon moderne : elle est décrite dans la culture japonaise comme un effort symbolique, brave, altruiste et vain des marins japonais pour tenter de défendre leur patrie. L'une des raisons de l'importance de cette bataille dans l'imaginaire collectif est que le mot Yamato a souvent été utilisé comme un terme symbolique au Japon : dans cette optique, la fin du cuirassé Yamato peut représenter une métaphore de la fin de l'empire du Japon.

### Filmographie
- (en) David Axelrod, NOVA, Sinking the Supership, WGBH Educational Foundation et Bang Singapore Private Limited, Boston, 2005. Un documentaire d'une heure sur l'opération Ten-Gō.
- Junya Satō, Otoko-tachi no Yamato Les Hommes du Yamato, film, Toei Co. Ltd., Japon, 2005. Film qui retrace l’opération Ten-Gō du point de vue des hommes du Yamato.